# Samba-chulado
O Samba-chulado é uma variante do samba existente na Bahia de melodia mais complexa e extensa que o samba-de-roda comum, no qual se entremeiam verso da tradição popular.
No samba-chulado, os participantes não sambam enquanto os cantores gritam a chula – uma forma de poesia. A dança só tem início após a declamação, quando uma pessoa por vez samba no meio da roda ao som dos instrumentos e de palmas.